# John O’Riordan
 (juillet 2023).
Le contenu est difficilement compréhensible vu les erreurs de traduction, qui sont peut-être dues à l'utilisation d'un logiciel de traduction automatique.
 (juillet 2024).
Si vous disposez d'ouvrages ou d'articles de référence ou si vous connaissez des sites web de qualité traitant du thème abordé ici, merci de compléter l'article en donnant les références utiles à sa vérifiabilité et en les liant à la section « Notes et références ».
John O'Riordan, né le 6 janvier 1924 à Effin en Irlande et mort le 22 novembre 2016 à Dublin en Irlande, est un prélat irlandais.
Il était évêque du diocèse catholique de Kenema en Sierra Leone.

## Biographie
Il était le deuxième plus jeune fils de Mary (née Murphy) et de David O'Riordan et il est né à Effin, dans le comté de Limerick, en Irlande. Son père dirigeait une crémerie à Kilmallock. Sa mère était institutrice. Il avait huit frères et sœurs, dont deux devinrent également prêtres.
De 1937 à 1943, il est pensionnaire dans le comté de Dublin au Blackrock College, fondé et administré par l'Ordre Spiritain.

### Ordination et ministère
Il entra chez les Pères du Saint-Esprit au noviciat de Kilshane à Tipperary en 1943. Son ordination a eu lieu en 1952.

#### Ministère en Sierra Leone
En 1953, il est envoyé en Sierra Leone où il entame un ministère qui durera près de 50 ans.
En tant que jeune prêtre, il a conduit le long des chemins de terre vers des villages reculés où il a appris à connaître les habitants et a dit la messe avec eux. Il a développé des relations avec les chefs suprêmes et les anciens locaux et en est vite venu à voir la Sierra Leone comme un endroit auquel il avait toujours appartenu.
Son approche pratique impliquait la formation d'agents communautaires ainsi que la création d'hôpitaux, d'écoles et de centres pastoraux. Il était souvent impliqué dans tous les aspects du processus de construction, du mélange de béton à la construction physique.
Diplomate habile, il a habilement navigué dans une communauté interconfessionnelle dans laquelle les chrétiens étaient minoritaires.

### Évêque de Kenema
Il a été nommé évêque du diocèse de Kenema le 4 juin 1984 et consacré le 2 décembre 1984.
Affectueusement connu sous le nom d'évêque Johnny dans la communauté locale , il a ordonné plus de douze prêtres sierra-léonais au cours de son mandat.
De 1992 à 1995, il a été président de la Conférence inter-territoriale des évêques catholiques de Gambie et Sierra Leone.

### Guerre civile en Sierra Leone
La guerre civile en Sierra Leone a commencé en 1991 lorsque le Front révolutionnaire uni a tenté de renverser Joseph Saidu Momoh, alors président.
L'évêque Johnny a poursuivi son ministère en Sierra Leone pendant la guerre civile avec des massacres, des viols de masse, la torture et le recrutement d'enfants soldats qui se sont généralisés. Il était un critique virulent de la guerre et a exhorté avec véhémence les hauts responsables de l'armée à mettre fin aux tueries.
À la fin de la guerre en 2002, plus de 50 000 personnes avaient été tuées.

### Ministère ultérieur
Décrivant le ministère de l'évêque Johnny, un prêtre né en Sierra Leone a déclaré : « Il s'est tenu à nos côtés pendant la guerre et a marché avec nous dans la paix ».
En 2002, l'évêque Johnny a pris sa retraite en Irlande le 26 avril 2002.

### Décès
Il est décédé à l'âge de 92 ans à Marian House à Dublin, en Irlande, le 22 novembre 2016. Ses funérailles ont eu lieu le 25 novembre 2016 à l'église du Saint-Esprit, Kimmage Manor, Dublin. Il est enterré dans le complot spiritain à Dardistown, comté de Dublin.

## Mémorial en Sierra Leone
L'évêque O'Riordan reste une figure bien-aimée en Sierra Leone. Le 10 février 2017, le diocèse de Kenema a invité le clergé de tout le pays à célébrer une messe commémorative en l'honneur de John O’Riordan.
Edward Charles, archevêque de Freetown a célébré l'Eucharistie et Henry Aruna, évêque auxiliaire de Kenema a rendu hommage à la vie et au ministère de John O’Riordan dans l'homélie.

## Honneurs
En 2001, John O'Riordan a été nommé Commandeur de l'Ordre de Rokel (COR) de la Sierra Leone, la plus haute distinction du pays pour ses services pastoraux et humanitaires exceptionnels,.